# 20014 Annalisa
20014 Annalisa è un asteroide della fascia principale. Scoperto nel 1991, presenta un'orbita caratterizzata da un semiasse maggiore pari a 2,598664 UA e da un'eccentricità di 0,241389, inclinata di 12,284533° rispetto all'eclittica. Ha un diametro di 4,441 km e un'albedo di 0,357.
Chiamato così dopo che nel 2024, l'Unione Astronomica Internazionale, su richiesta del divulgatore scientifico calabrese Antonino Brosio, lo ha ufficialmente intitolato alla cantante italiana Annalisa.